# Михновичи (Ивацевичский район)
Ми́хновичи (бел. Міхнавічы) — деревня в Ивацевичском районе Брестской области Беларуси. Входит в состав Стайковского сельсовета.

## История
Перед войной в деревне было 190 человек в 50 дворах.
Во время Великой Отечественной войны в октябре 1944 года гитлеровцами было сожжено 40 домов.

## Достопримечательности
В деревне стоит памятник юному герою, участнику партизанского движения на территории Брестской и Пинской областей в годы Великой Отечественной войны Николаю Гойшику.